# Guglielmo Giombanco
Guglielmo Giombanco (* 15. září 1966, Katánie) je italský katolický kněz, který je od 1. února 2017 biskupem v diecézi Patti.

## Život
Narodil se roku 1966 v Katánii. Po maturitě navštěvoval Papežskou lateránskou univerzitu, kde získal bakalářský titul z teologie a poté doktorát utroque iure. Dne 7. září 1991 byl vysvěcen na kněze pro diecézi Acireale biskupem Giuseppem Malandrinem v kostele v Piedimonte Etneo.
Zastával funkci biskupského vikáře pro bohoslužbu a svátosti a soudního vikáře. Roku 2012 byl jmenován generálním vikářem diecéze Acireale. Dne 13. září 2012 jej papež Benedikt XVI. jmenoval čestným prelátem Jeho Svatosti.
Dne 1. února 2017 jej papež František jmenoval biskupem diecéze Patti. Biskupské svěcení přijal 20. dubna 2017 ve svatyni Tindari ve stejnojmenné obci z rukou arcibiskupa z Katánie Salvatore Gristina, spolusvětitely byli biskupové Ignazio Zambito a Antonino Raspanti. Současně převzal vedení diecéze.